# Municipio de Deerfield (condado de Tioga)
El municipio de Deerfield (en inglés: Deerfield Township) es un municipio ubicado en el condado de Tioga en el estado estadounidense de Pensilvania. En el año 2000 tenía una población de 659 habitantes y una densidad poblacional de 8 personas por km².

## Geografía
El municipio de Deerfield se encuentra ubicado en las coordenadas 41°57′00″N 77°24′59″O / 41.95000, -77.41639.

## Demografía
Según la Oficina del Censo en 2000 los ingresos medios por hogar en la localidad eran de $34,688 y los ingresos medios por familia eran $38,846. Los hombres tenían unos ingresos medios de $28,958 frente a los $22,188 para las mujeres. La renta per cápita para la localidad era de $14,354. Alrededor del 15,0% de la población estaban por debajo del umbral de pobreza. En el municipio, la población se distribuía de la siguiente manera: un 28,4% tenía menos de 18 años, un 5,6% tenía entre 18 y 24 años, un 26,6% tenía entre 25 y 44 años, un 24,6% tenía entre 45 y 64 años, y un 14,9% tenía 65 años o más. El promedio de edad era de 38 años. Por cada 100 mujeres, había 98,5 hombres. Por cada 100 mujeres mayores de 18 años, había 92,7 hombres.